# Markus Stephan Bugnyár

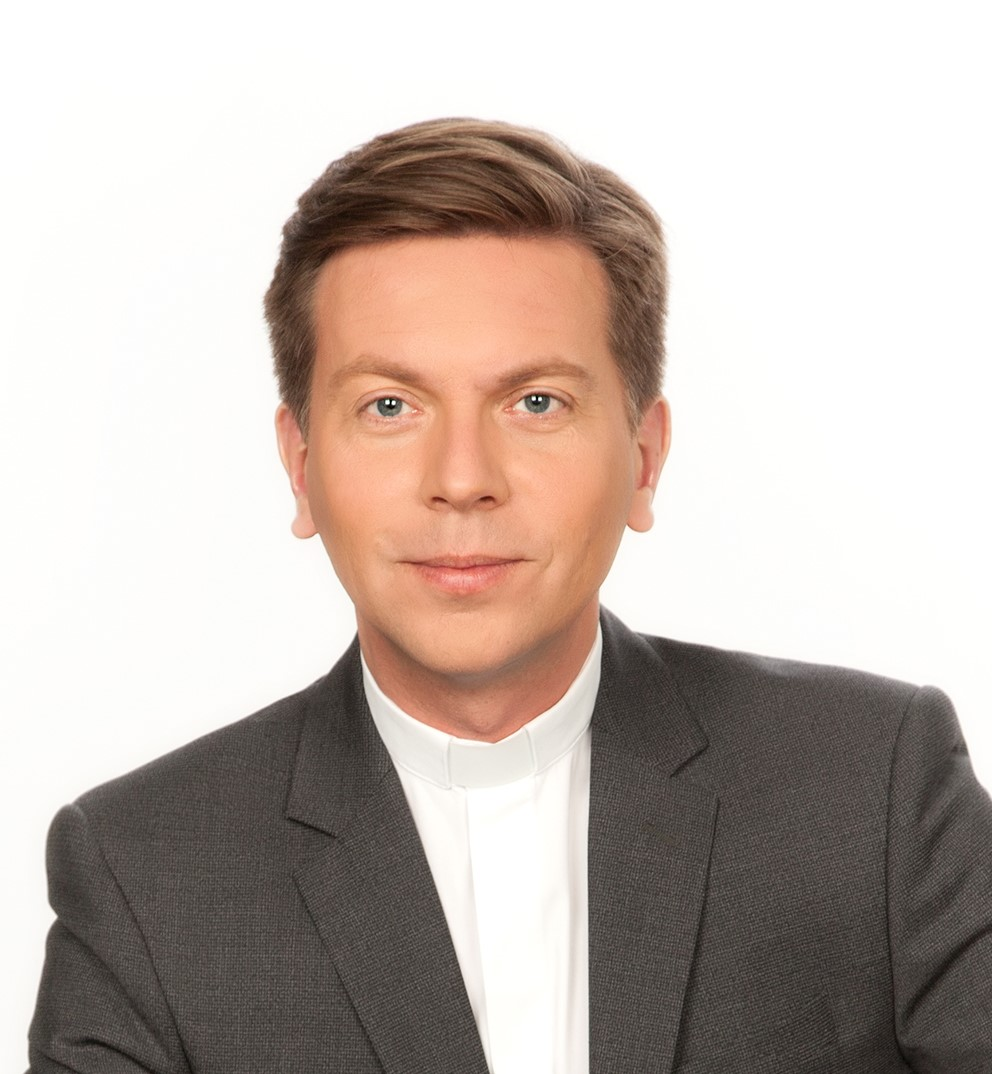
Markus Stephan Bugnyár (2018)

Markus Stephan Bugnyár (* 5. März 1975 in Wien) ist ein österreichischer römisch-katholischer Priester der Diözese Eisenstadt (Burgenland). Er war von 2004 bis 2024 Rektor des Österreichischen Hospizes zur Heiligen Familie in Jerusalem, nachdem er im Oktober 2024 von Erzbischof Christoph Schönborn dienstfrei gestellt wurde. 

## Leben
Markus Stephan Bugnyárs Familienname ist kroatischen Ursprungs. Er studierte von 1993 bis 1999 an der Universität Wien Katholische Fachtheologie und Selbständige Religionspädagogik. 1996/97 nahm er am Ökumenischen Studienjahr der Abtei Dormitio in Jerusalem teil. Am 29. Juni 2000 wurde er in Eisenstadt zum Priester geweiht, seine Kaplanszeit erfüllte er in Mattersburg.
Am 1. Mai 2004 wurde er Rektor des Österreichischen Hospizes zur Heiligen Familie in Jerusalem. Seit dem Wintersemester 2014 ist Bugnyár Honorarprofessor an der Philosophisch-Theologischen Hochschule Benedikt XVI. in Heiligenkreuz; zudem Absolvent des Strategischen Führungslehrganges der österreichischen Bundesregierung und der Landesverteidigungsakademie. Zum Fest der Darstellung des Herrn 2022 erhob der Lateinische Patriarch von Jerusalem, Erzbischof Pierbattista Pizzaballa, ihn zum Ehrenkanoniker der Grabeskirche in Jerusalem.

## Wirken am Österreichischen Hospiz in Jerusalem
Seit 2018 befasst sich Bugnyár mit der Generalsanierung der historischen Bausubstanz im Hauptgebäude.
Bugnyár wurde im Oktober 2024 von Erzbischof Christoph Schönborn als Rektor bis zur endgültigen Klärung von Vorwürfen eines ehemaligen Mitarbeiters dienstfrei gestellt. Im März 2025 teilte der Sprecher der Erzdiözese Wien Journalisten mit, dass Bugnyar nicht an das Hospiz zurückkehren werde.

## Auszeichnungen
- Silbernes Ehrenzeichen für Verdienste um die Republik Österreich (28. Oktober 2015)[6]
- Großes Ehrenzeichen des Landes Burgenland (24. Oktober 2016)[7]
- Goldenes Verdienstzeichen des Landes Oberösterreich am 29. November 2016[8]
- Tiroler Adler-Orden in Gold (8. November 2018)[9]
- Auslandsösterreicher des Jahres 2019[10]
- Ehrenkanoniker der Grabeskirche in Jerusalem (2. Februar 2022)[11]
- Goldenes Ehrenzeichen für Verdienste um die Republik Österreich (12. Juni 2023)[12]
- Verdienstzeichen des Landes Salzburg (5. März 2024)[13]

## Veröffentlichungen
- Mit W. Sréter und A. Rayyan: Übe das Leben jetzt - Live now. Art & Culture in Palestine. München 2015. ISBN 978-3-00-049572-4.
- Als die Sonne aufging. Mit Jesus unterwegs zum Leben. Mit einem Vorwort von Christoph Kardinal Schönborn und Fotos von Andrea Krogmann. Heiligenkreuz 2018, ISBN 978-3-903118-66-9.
- Im Orient zu Hause. Das Österreichische Hospiz zur Heiligen Familie in Jerusalem. Verlag Geschichte & Kunst GmbH, Wien 2015. ISBN 978-3-903076-00-6.
- Das Wissen zu mehren, das Herz zu erheben. Geschichte und Gegenwart des Österreichischen Hospizes. Akademie Österreichisches Hospiz Jerusalem – Heft 2 / Deutsch. Jerusalem 2018. ISBN 978-3-9504178-1-4.
- Rosen und Krieg in Europa. Grenzenloses Verständnis gegen umfassende Ratlosigkeit. In: Ritterorden vom Heiligen Grab zu Jerusalem (OESSH). Statthalterei Österreich. Auf dem Weg der Barmherzigkeit. Wien 2016, 26f.Bugnyar M. St.: On the Via Dolorosa. A Pilgrims’ Hospice in the Service of the Holy Land. Academy Pilgrims’ Hospice in Jerusalem – Booklet 2 / English. Jerusalem 2018. ISBN 978-3-9504178-2-1.
- Mit D. Polz: „Kathele, nit außifallen, es wär’ schad’ um’s Reisgeld.“ Mit der Eisenbahn in die Heilige Stadt Jerusalem. Akademie Österreichisches Hospiz Jerusalem - Heft 1. Jerusalem 2016. ISBN 978-3-9504178-0-7.
- Als die Sonne aufging. Mit Jesus unterwegs zum Leben. Mit einem Vorwort von Christoph Kardinal Schönborn und Fotos von Andrea Krogmann. Heiligenkreuz 2018, ISBN 978-3-903118-66-9.
- Das Wissen zu mehren, das Herz zu erheben. Geschichte und Gegenwart des Österreichischen Hospizes. Akademie Österreichisches Hospiz Jerusalem – Heft 2 / Deutsch. Jerusalem 2018. ISBN 978-3-9504178-1-4.
- On the Via Dolorosa. A Pilgrims’ Hospice in the Service of the Holy Land. Academy Pilgrims’ Hospice in Jerusalem – Booklet 2 / English. Jerusalem 2018. ISBN 978-3-9504178-2-1.
- Franz Joseph: Politiker, Pilger, Privatier. Kommentierte Edition von Beda Dudiks Kaiser-Reise nach dem Oriente. Mit einem Vorwort von Karl von Habsburg, Heiligenkreuz 2020. ISBN 978-3-903602-10-6